# Ioan I de Dreux
Ioan I (n. 1215–d. 1249) a fost conte de Dreux și Braine.

## Viața
Ioan era fiul contelui Robert al III-lea de Dreux cu Annora (Aenor) de Saint-Valéry.
Înnobilat de regele Ludovic al IX-lea al Franței, Ioan l-a însoțit pe acesta în mai multe campanii, mai întâi în Poitou în 1242, unde a luptat în bătălia de la Taillebourg împotriva lui Henric al III-lea al Angliei. În 1249, el s-a alăturat lui Ludovic al IX-lea în Cruciada a șaptea către Egipt, însă a murit la Nicosia în Cipru.
În 1240, Ioan s-a căsătorit cu Maria (n. 1220–d. 1274), fiică a lui Archambaud al VIII-lea de Bourbon. Ei au avut trei copii:
- Robert (n. 1241–d. 1282), succesor în comitatul de Dreux.
- Iolanda, devenită a doua soție a contelui Ioan I de Dammartin.